# Дракон Піта (фільм, 2016)
«Дракон Піта» (англ. Pete's Dragon) — американський пригодницький фільм-фентезі, знятий Девідом Лоурі за однойменним оповіданням С. С. Філда і Сетона Міллера. Він є також ремейком однойменного фільму 1977 року. Прем'єра стрічки в Україні відбулася 11 серпня 2016 року. Фільм розповідає про хлопчика-сироту Піта, який виріс в лісі після загибелі батьків в автокатастрофі і знайшов собі кращого друга в особі величезного волохатого дракона.

## У ролях
- Оакс Фіглі — Піт
- Брайс Даллас Говард — Грейс Мічам
- Веслі Бентлі — Джек Мегарі
- Карл Урбан — Гевін Мегарі
- Уна Лоуренс — Наталі Мегарі
- Роберт Редфорд — містер Мічам
- Ісая Вітлок-молодший — шериф Джин Дентлер

## Виробництво
Зйомки фільму почались у січні 2015 року і закінчились у квітні того ж року.